# Saranthe
Saranthe es un género con nueve especies de plantas herbáceas perteneciente a la familia Marantaceae. Es originario de Brasil.

## Especies
| - Saranthe composita - Saranthe eichleri - Saranthe gladioli - Saranthe glumacea - Saranthe klotzschiana - Saranthe leptostachya - Saranthe madagascariensis - Saranthe marcgravii - Saranthe ustulata |